# Железничка станица Краљевци
Железничка станица Краљевци је једна од железничких станица на прузи Београд-Шид. Налази се у насељу Краљевци у општини Рума. Пруга се наставља ка Руми у једном смеру и Путинцима другом смеру. Железничка станица Краљевци састоји се из 2 колосека.